# Effetto Signor-Lipps
L'effetto Signor-Lipps è un principio paleontologico proposto da Philip W. Signor e Jere H. Lipps affermante che, poiché i ritrovamenti dei resti fossili degli organismi non possono mai essere completi a causa dell'accidentalità dei loro ritrovamenti, né il primo né l'ultimo organismo di un determinato taxon saranno mai registrati come fossile. L'effetto Signor-Lipps viene spesso applicato specificamente ai casi dei più recenti fossili noti di un taxon che non rappresentano l'ultima apparizione di un organismo. L'inverso, per quanto riguarda i più antichi fossili conosciuti che non riescono a rappresentare la prima apparizione di un taxon, è in alternativa chiamato effetto Jaanusson, dal nome del ricercatore Valdar Jaanusson, o effetto Sppil-Rongis (Signor-Lipps scritto al contrario).
Un esempio famoso è il celacanto, che si pensava estinto nel tardo Cretaceo, fino a quando un esemplare vivo fu catturato nel 1938.
Un altro esempio sono gli animali noti come "Fauna di tipo Burgess", così denominati dal nome delle rocce del periodo Cambriano medio e antico nelle quali sono stati rinvenuti. Dal 2006, alcuni fossili di animali simili sono stati trovati nelle rocce dei periodi Ordoviciano, Siluriano e Devoniano inferiore, in altre parole fino a 100 milioni di anni più recenti della Fauna di Burgess. Il modo particolare in cui tali animali sono stati fossilizzati può dipendere dalle caratteristiche dell'ambiente chimico oceanico che si presentavano per limitati periodi di tempo.
Ma l'effetto Signor-Lipps è più importante per le difficoltà che pone in paleontologia:
- Rende molto difficile essere sicuri della tempistica e della velocità delle estinzioni di massa rendendo difficile testare le teorie sulle cause di quest'ultime. Ad esempio, l'estinzione dei dinosauri è stata a lungo considerata un processo graduale, ma le prove raccolte dalla fine degli anni ottanta suggeriscono che sia stata improvvisa, il che è coerente con l'idea che l'abbia causata l'impatto di un asteroide.
- L'incertezza su quando un taxon è apparso per la prima volta rende difficile essere sicuri della discendenza di generi specifici. Ad esempio, se il più antico fossile conosciuto del genere X è molto più antico del più antico fossile conosciuto del genere Y e il genere Y ha tutte le caratteristiche del genere X più alcune proprie, è naturale supporre che X sia un antenato di Y. Ma questa ipotesi potrebbe essere messa in discussione in qualsiasi momento dalla scoperta di un fossile di Y precedente a qualsiasi fossile noto di X, a meno che non venga trovato un fossile ancora più vecchio del genere X, e così via.